# José Villegas Cordero
José Villegas Cordero (Siviglia, 26 agosto 1844 – Madrid, 9 novembre 1921) è stato un pittore spagnolo.

## Biografia
José Villegas Cordero nacque in Andalusia, e si formò artisticamente tra Siviglia e Madrid, dove entrò nello studio di Federico de Madrazo. In gioventù compì alcuni viaggi in Marocco che segnarono in modo importante la sua sensibilità pittorica, determinata allora in Spagna da Mariano Fortuny, punto di riferimento della generazione di Villegas. All'età di 24 anni si trasferì a Roma, occupando lo studio di Rosales e frequentando l'Accademia Chigi. Nella capitale italiana si guadagnò una certa fama: le molte esposizioni e i molti premi lo consacrarono come uno dei più importanti pittori spagnoli residenti nella penisola. In questo periodo, le sue opere sono di carattere storico, e sfociano quasi nel verismo, influenzate dalla pittura di Stefano Ussi.
Pur continuando a risiedere a Roma, soggiornò varie volte a Venezia. La città lagunare offrì lo spunto per molte opere di Villegas, tra cui Il trionfo della dogaressa e Il doge Mocenigo, testimonianza della predilezione per i soggetti storici. Dipinti come La domenica delle Palme, inoltre, attestano il suo debito nei confronti della tradizione rinascimentale del Quattrocento e del Cinquecento. Nel percorso artistico di Villegas si può anche ravvisare « un linguaggio espressivo derivato dall'arte di Botticelli e un disegno particolarmente ondulato ed elegante ». La sua pittura fu attraversata anche dal gusto per i costumi spagnoli e marocchini, soggetto di numerose tele. Tra il 1898 e il 1901 diresse l'Accademia spagnola di Roma.
Gli ultimi anni, trascorsi a Madrid, lo videro avvicinarsi al modernismo, evidente nelle dodici tele che costituiscono Il Decalogo (i dieci comandamenti più un Prologo e un Epilogo, cui Villegas lavorò a partire dal 1914). In questa opera l'artista si avvicina al modernismo, tradendo un'ispirazione böckliniana. Villegas morì a Madrid nel 1921.

## Galleria d'immagini

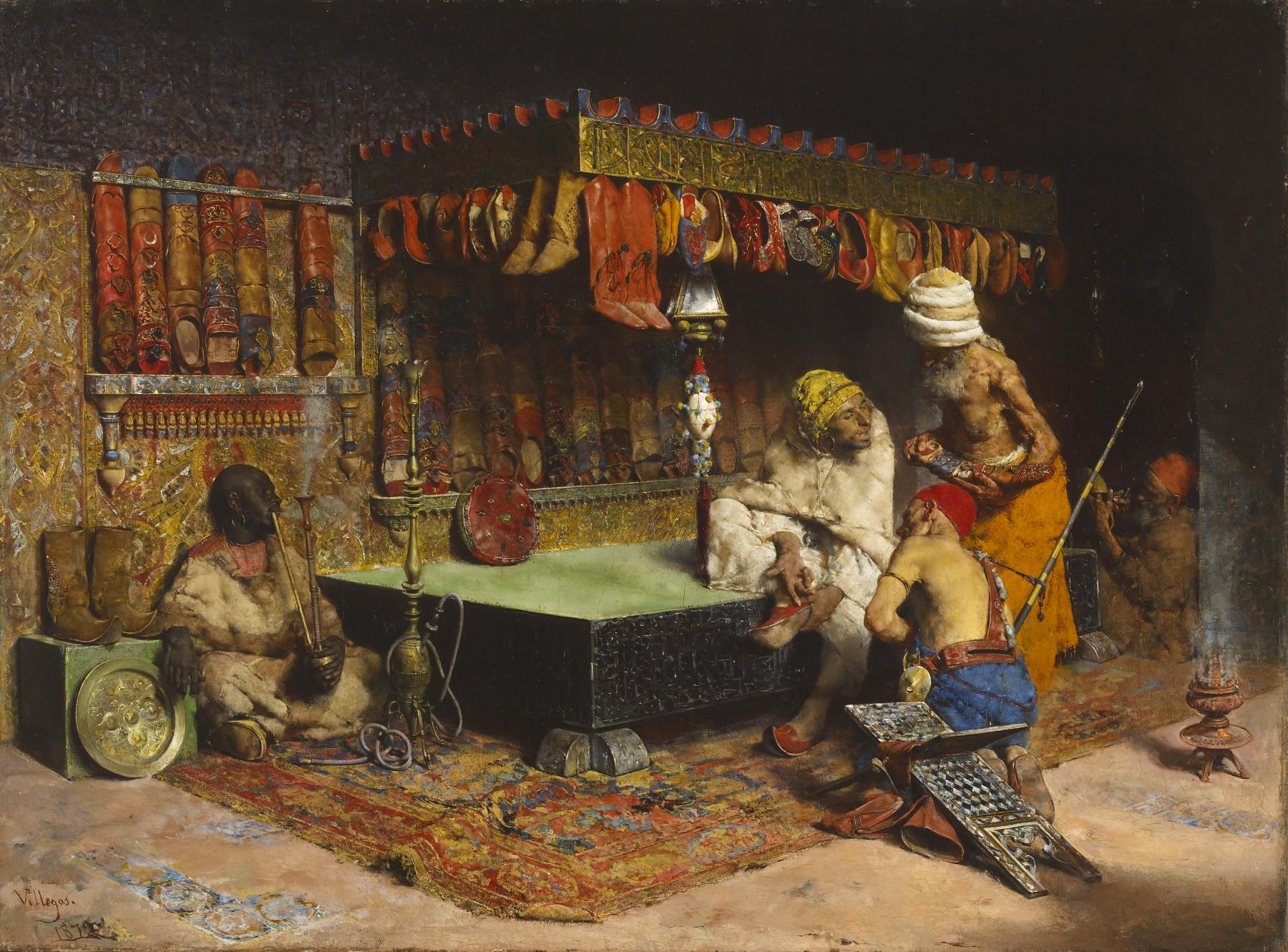
Il mercante di pantofole
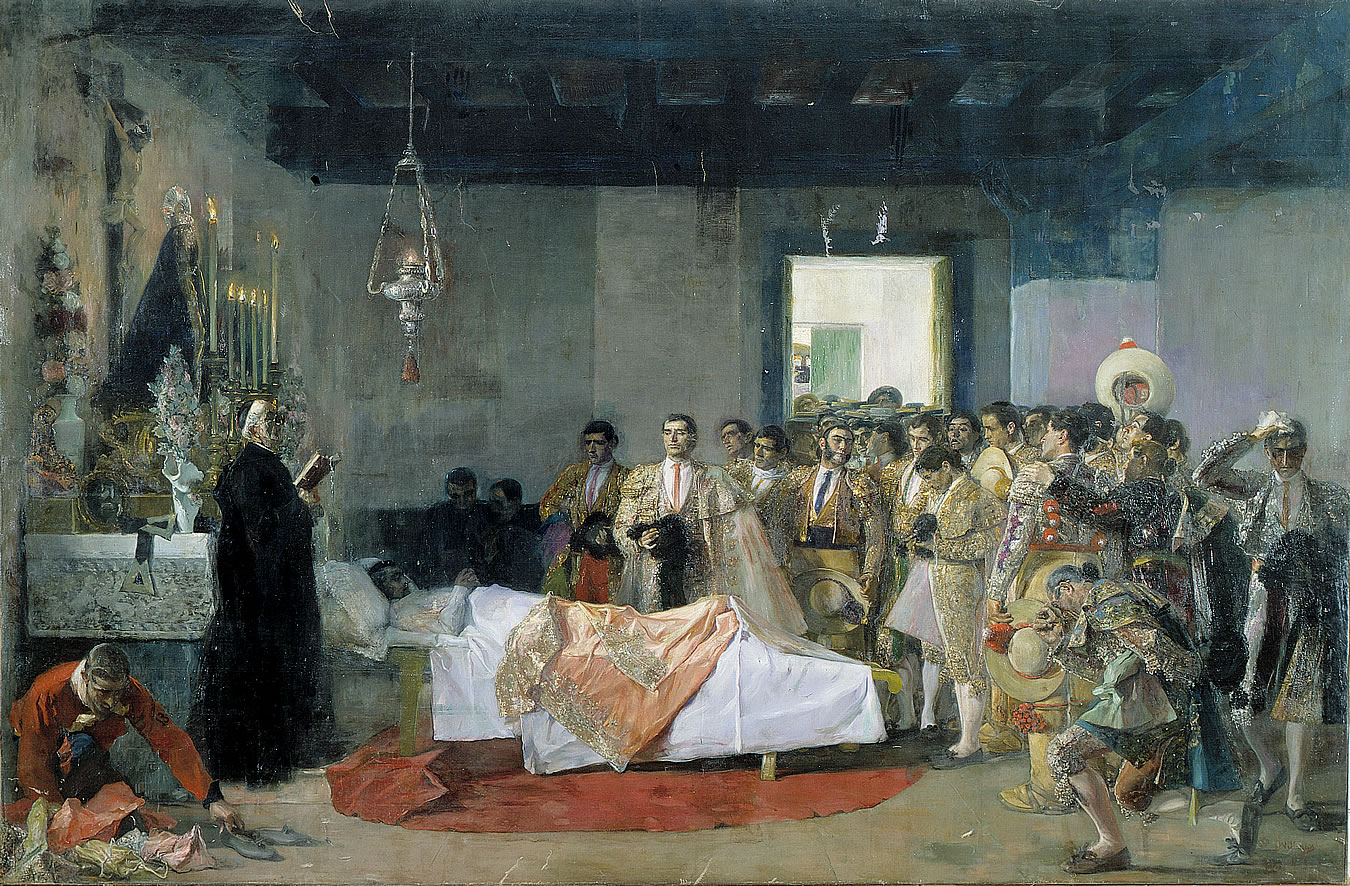
La morte del maestro
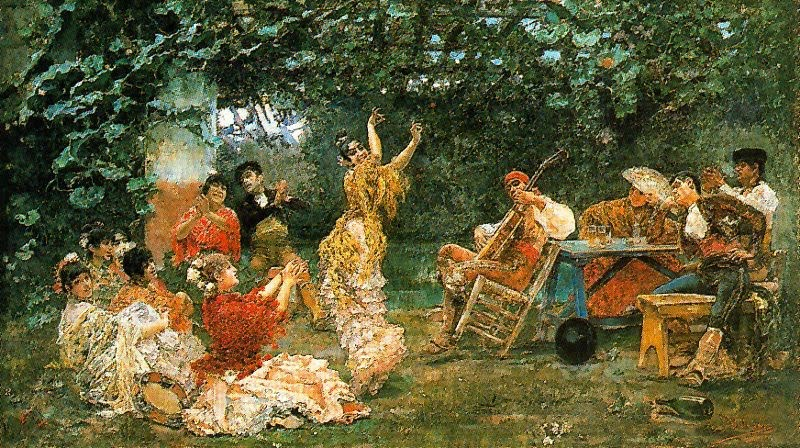
Andalusa danza
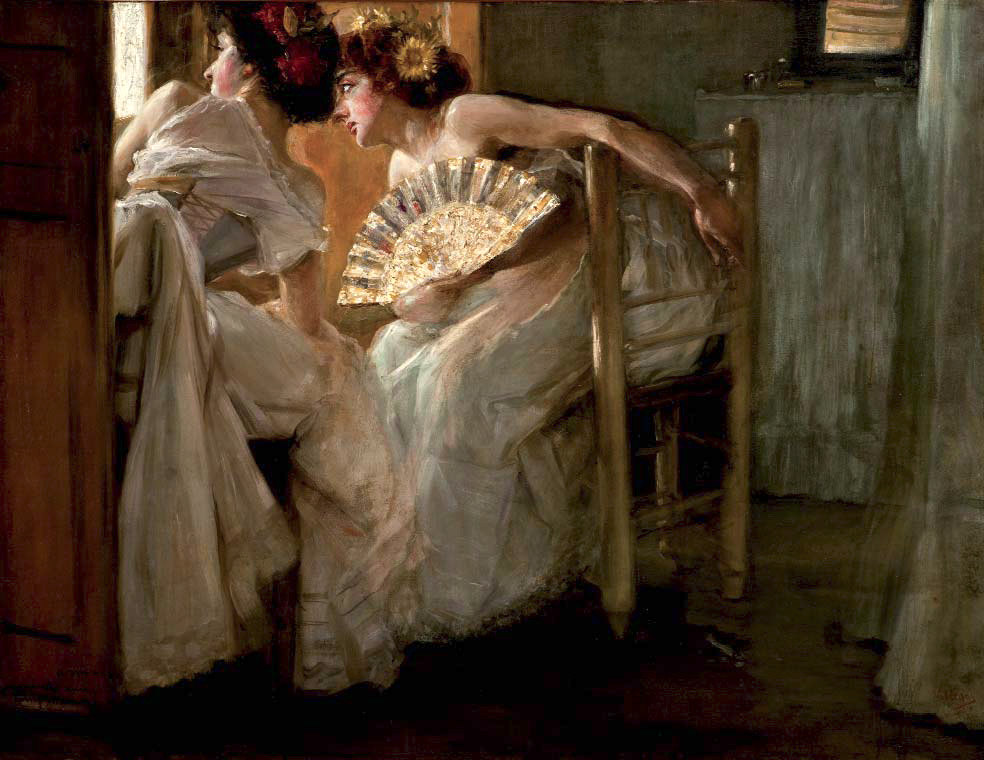
Donne alla finestra
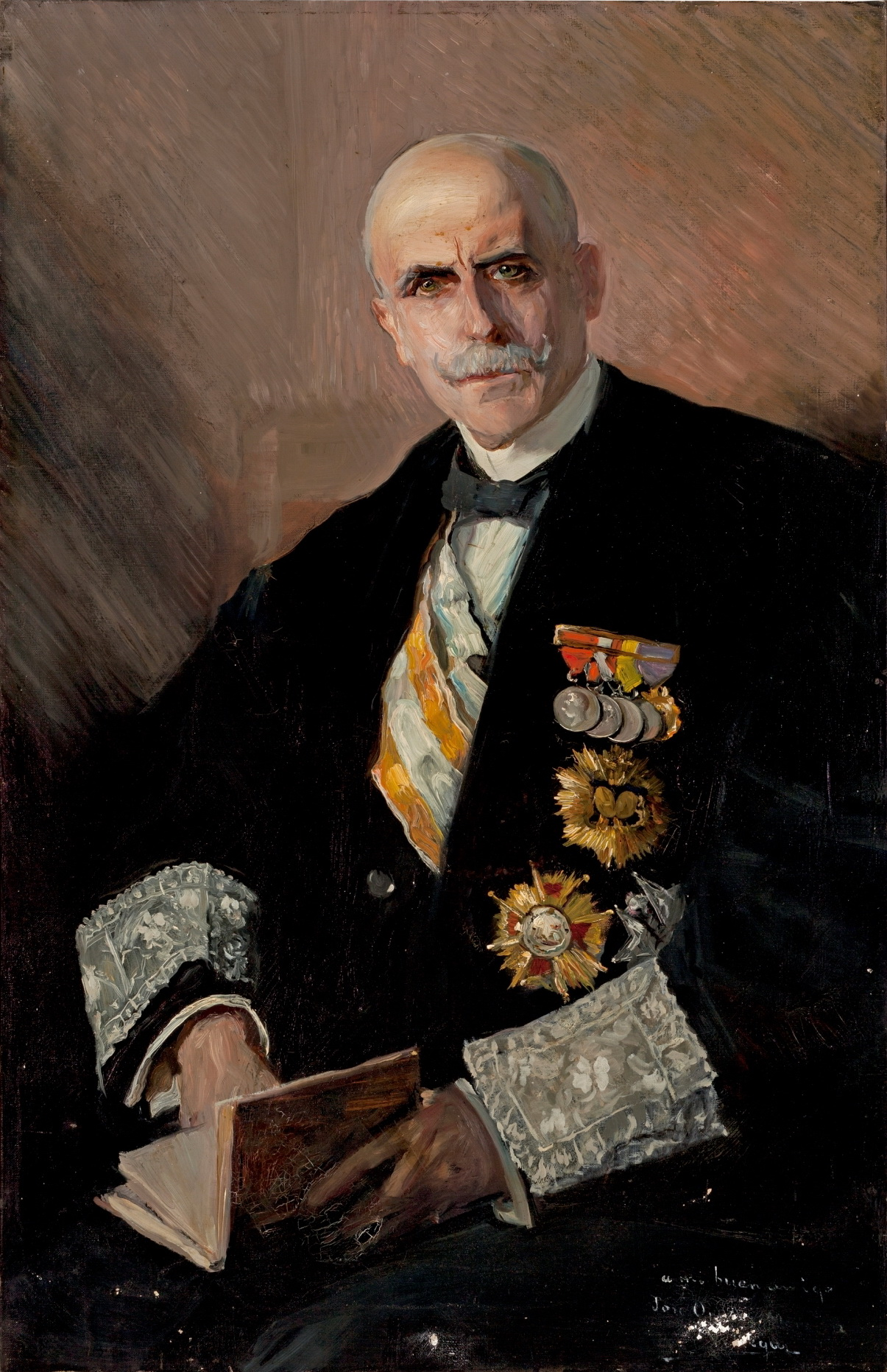
Ritratto di José María Ortega Morejón
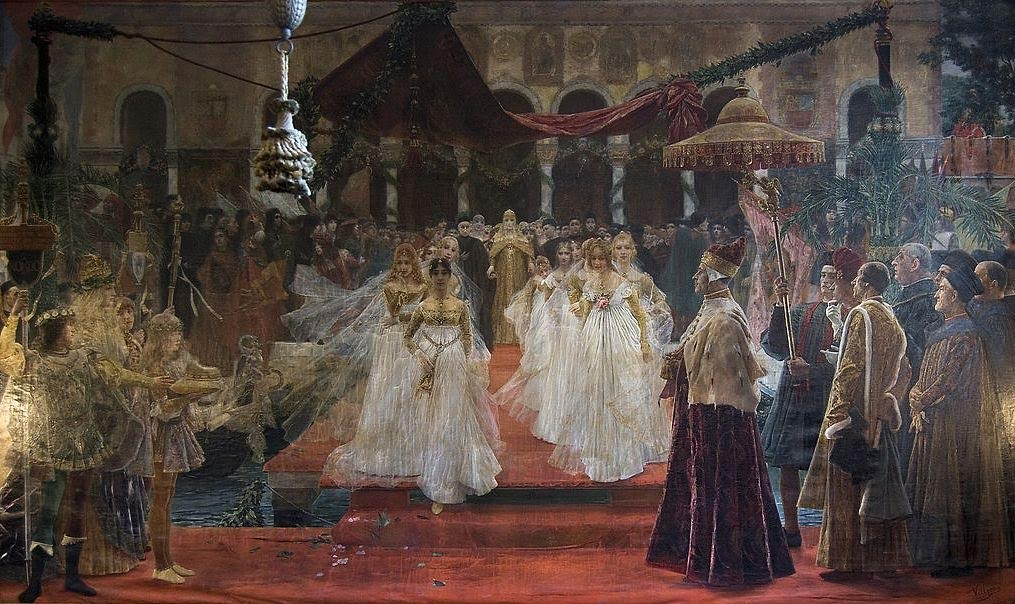
Il trionfo della dogaressa Foscari